# Riikka Pirkkalainen
Riikka Katja Marjaana Pirkkalainen, född 1979, är en finländsk politiker. Till utbildningen är hon filosofie magister. Hon var partisekreterare för Centern i Finland 2018–2023.
I kommunalvalet 2012 blev Pirkkalainen invald i stadsfullmäktige i Idensalmi i Norra Savolax. Hon omvaldes i kommunalvalet 2017.
År 2018 besegrade Pirkkalainen Jirka Hakala i valet av Centerns partisekreterare med rösterna 1 562 mot 532. I kommunalvalet 2021 blev Pirkkalainen vald för en tredje mandatperiod i stadsfullmäktige i Idensalmi med 251 röster, vilket var det näst högsta personliga röstetalet i kommunen och det högsta röstetalet på Centerns lista i Idensalmi.
I riksdagsvalet i Finland 2023 fick hon 4 015 röster i Savolax-Karelens valkrets och blev inte invald.
Pirkkalainen tillträdde som landskapsdirektör i Kajanaland i januari 2024.